# Eggers Wiek
Eggers Wiek er en seglformet bugt i Wismar-bugten på den sydvestlige østersøkyst af den tyske delstat Mecklenburg.  Dens strandstrækning ligger omkring seks kilometer nordvest for hansestaden Wismar og er omkring fem kilometer lang.  Kysten her er stejl med havklipper op til 11 m over havet, men i midten har den også flade sandstrande. Overfor Wiek ligger øen Poel, omkring 3,5 kilometer væk. Eggers Wiek grænser mod nordvest af det stenede kap Hohe Wieschendorfer Huk. Vest for denne krog åbner den større bugt Wohlenberger Wiek sig.  Kystdelen af Eggers Wiek hører til sognene Hohenkirchen og Zierow i distriktet Nordwestmecklenburg. I Hohes Wieschendorf i Hohenkirchen kommune er landingspladsen blevet udvidet til en lystbådehavn, der sammen med en golfbane på halvøen bidrager til udviklingen af turismen i området.